# Bukowa Góra (Smoleń)
Bukowa Góra – część wsi Smoleń w Polsce, położona w województwie śląskim, w powiecie zawierciańskim, w gminie Pilica.
W latach 1975–1998 Bukowa Góra położona była w województwie katowickim.